# 孟尝君
孟尝君（？—前279年），妫姓，田氏，名文，字孟，战国四公子之一，齐国的公族。其父靖郭君田嬰死後，田文繼位薛公於薛城（今山东滕州东南），號孟嘗君，以廣招賓客、食客三千聞名。

## 生平

### 出身
其父靖郭君田婴是齊威王的兒子、齊宣王的異母弟弟，曾於齊威王時擔任要職，於齊宣王時擔任宰相，封于薛，人稱薛公，權傾一時。
靖郭君有子四十餘人。一小妾生田文，出生之日是五月初五，根據齊國的風俗，這日出生的小孩若長至與門楣同高，會剋死父母，其父田嬰於是命令拋棄他；但田文的母親不忍心，於是暗中養他成人，還安排他認父。田文認父，靖郭君很生氣，責怪田文的母親。田文卻說：「人生下來，是控制於天命呢？還是控制於門戶呢？若必由門戶控制，只要加高門戶即可。」靖郭君無話可說。
後來田文找到機會，問父親靖郭君說「玄孙之孙為何？」，靖郭君答不出來。田文就說，家裏富貴非凡，對齊國無甚建樹，如今門下不見一賢者，而靖郭君卻一心累積財富，把金銀財寶留給連稱謂都不知的子孫，根本莫名其妙。
田文的進言頗有道理，所以靖郭君開始器重他，使他主家政，接待賓客。而後賓客歸之如雲，田文名聞於諸侯，諸侯使者都請靖郭君立田文為薛太子。靖郭君死後，田文繼嗣薛公之爵，稱孟嘗君。士多歸孟嘗君，孟嘗君捨業厚遇之，人人以為孟嘗君親己。
《戰國策》、《韓非子》及《淮南子》均記載齊威王夫人去世後，宮中有10位姬妾都受齊威王寵愛。田文想要知道齊王打算立哪一位姬妾為夫人，就獻給齊王十副耳環（《戰國策》作七副），其中一副製作的特別美麗。隔天，田文看到最美的那副耳環戴在當中一人身上，就勸說齊王立她。

### 雞鳴狗盜
前299年，秦昭襄王聽說孟嘗君田文賢能，請他到秦國為相。前298年，有人遊說秦王，「孟嘗君賢，而又齊族也，今相秦，必先齊而後秦，秦其危矣。」指擔心田文優先為齊國考慮，於是秦王想殺田文。田文使人找秦王寵姬求情，寵姬要他的狐白裘（白狐毛皮袍），但這裘已獻了給秦昭襄王，更無他裘。幸好，最下坐有一客扮狗鑽入秦宮，盜取庫藏，拿了狐白裘出來，於是寵姬向秦昭襄王求情，於是秦昭襄王放了田文。
但不久，秦昭襄王後悔了，派兵去追，田文夜半到達函谷關，關法有宵禁，規定要日出才開門，但時辰未到。幸好門客中有人會假裝雞鳴，於是群雞齊鳴。衛兵以為天亮了，於是打開關口，田文一行人便乘機出關。路經趙國，平原君（戰國四公子之一）以他為客。當時趙國人聽說孟嘗君賢能，都出來觀看，卻看到他身材矮小，於是紛紛取笑，田文大怒，與門客下車痛殺了數百人才離去，屠殺了一個縣。齊湣王後悔遣孟嘗君往秦，聞其逃歸齊國，則用為齊相。孟嘗君怨秦，前298-296年，孟嘗君倡導、齊湣王主盟齊魏韓三國攻秦，聯軍勝，一度攻破函谷關。隨着田文名聲進一步提高，田文也進一步專權。
田文入相秦，《史記》指是齊湣王二十五年，《資治通鑒》指是齊湣王二年，兩書皆指周赧王十六年，即公元前299年。
雞鳴狗盜，在後代成為一個成語，喻指「卑劣的技能」。

### 狡兔三窟
田文在齊，有門客三千，其中一客非常特別，此人是馮驩（史記作馮驩、戰國策作馮諼）。
馮驩拜託別人向孟嘗君推薦自己，以成為孟嘗君的門客。孟嘗君問推薦人：「馮驩有何嗜好？」對曰：「沒有嗜好。」再問：「馮驩有何技能？」對曰：「沒有技能。」但是孟嘗君還是接納了馮驩。
起初，孟嘗君的部下以為馮驩是個要飯的，於是給他很差的飲食。不久，馮驩倚柱彈著劍：「長劍啊！我們回家吧！這裡沒有魚可吃！」部下告訴孟嘗君，孟嘗君下令以馮驩同其他門下有魚可食之客。過不久，馮驩倚柱彈著劍：「長劍啊！我們回家吧！出門沒有車！」部下都在笑他，又告訴孟嘗君，孟嘗君下令以馮驩同其他門下有車可乘之客。又過了不久，馮驩倚柱彈著劍：「長劍啊！我們回家吧！這裡無法養家活口！」部下都以馮驩貪心不足，非常討厭他。孟嘗君問馮驩：「馮先生有親人嗎？」對曰：「家有老母！」孟嘗君派人供給馮驩的母親生活用品，於是馮驩不再彈劍。

### 焚券市義
某日，孟嘗君出佈告，徵求可以替他至封邑薛城收債之人，馮驩自願前往。（相傳孟嘗君有放高利貸，半年本息合計達本金雙倍。）臨行前，馮驩問孟嘗君：「債收完了，要買何而返呢？」孟嘗君回答：「看我家缺少甚麼就買甚麼罷！」於是馮驩去了薛地，借據合同對完之後，矯造孟嘗君的命令，把借據合同都燒毀，人民歡喜，高呼「萬歲」！馮驩趕回去，一早便求見，孟嘗君奇怪他怎麼那麼快回來，問曰：「您買了甚麼回來呢？」馮答曰：「我看您家中豐衣足食，犬馬美女皆有，所以我買了『義』回來。」問曰：「甚麼是買『義』呢？」回答：「您不照顧、疼愛人民，而加以高利，人民苦不堪言。我於是偽造了您的命令，燒毀了所有的借據，民眾都歡呼萬歲，這就是買『義』。」孟嘗君聽完之後很不高興，説：「好了，別再說了，先生請去休息吧！」
過了一年，齊湣王惑於秦、楚之詆毀，以為孟嘗君名高其主而擅齊國之權，就對孟嘗君說：「寡人不敢把先王的臣子拿來當自己的臣子！」收孟嘗君相印，黜歸就國。孟嘗君回到薛邑，人民「迎君道中」，孟嘗君才明白馮驩市義的用心。

### 挾外援以再登相位
馮驩之後又對孟嘗君說：「狡猾的兔子有三個窟穴，才能免於一死。現在主公已經有一窟，還不能高枕無憂，臣懇請主上再讓臣為您鑿另外二窟。」
孟嘗君給了馮驩車輛五十乘，黃金五百斤，向西去梁國（《戰國策》曰梁，即魏國；但是《史記》說是秦國。），對梁惠王說：「齊國罷黜了重臣孟嘗君而讓他回到封邑，諸國之中誰若先一步迎他入國便能強盛！」於是梁惠王空出了大位，將原本的宰相調任為上將軍，派使臣攜帶車一百乘，黃金千斤，來往聘任。馮驩對孟嘗君說：「千金是相當貴重的利益，百乘是顯得使者目的的慎重，齊王這下一定會知道的！」梁國使者來求孟嘗君數次，孟嘗君都推辭。齊國朝臣聽見消息，朝野震撼，齊湣王寫了一封密函，派太傅攜帶佩劍和文車（是指繪有文彩的馬車）二乘，前往謝罪，並請孟嘗君回來再當宰相。於是孟嘗君風風光光的回朝就任宰相。

### 高枕為樂
馮驩再對孟嘗君說：「請主公向大王請求，將齊國宗廟設立於薛，這樣可以保證主公的官位，便可以高枕無憂。」於是齊湣王將宗廟立於薛地（立宗廟於薛）。
孟嘗君在齊擔任相邦數十年，沒有任何的大小災禍，都是出自於馮驩的計策和謀略。

### 晚年去世
前286年，齊湣王滅了宋國，西侵三晉，欲以併周室，自立為天子，十分驕橫，要除去田文這權臣。田文恐懼被誅，於是逃到魏國，魏昭王任用他為相。前284年，魏相田文發兵響應燕國樂毅號召，五國聯軍在濟西之戰擊敗齊國，幾乎滅了齊國。齊湣王逃到莒，後死去。
之後齊襄王在田單的幫助下復國，當時田文退居於薛，在諸侯國之間保持中立地位，不從屬於任何君王。齊襄王由於新立，畏懼田文，於是與田文連和親好。田文去世，諡號稱孟嘗君。田文的兒子們爭奪繼承爵位，齊、魏兩國隨即共同滅掉了薛邑，分其地。田文因此絕嗣沒有後代。

## 後世評價
荀子：「上不忠乎君，下善取譽乎民，不卹公道通義，朋黨比周，以環主圖私爲務，是篡臣者也。」「齊之孟嘗，可謂篡臣也。」
賈誼：「當此之時，齊有孟嘗，趙有平原，楚有春申，魏有信陵。此四君者，皆明智而忠信，寬厚而愛人，尊賢而重士。」
司馬遷發現薛地多暴徒，認為是孟嘗君招致天下遊俠與惡人為門客所致。
曹植：「若夫田文、無忌之疇，乃上古之俊公子也，皆飛仁揚義，騰躍道藝，遊心無方，抗志雲際，凌轢諸侯，驅馳當世，揮袂則九野生風，慷慨則氣成虹霓。」
王安石：「孟尝君特鸡鸣狗盗之雄耳，岂足以言得士！」

## 影視形象
- 電視劇《傲劍春秋》（1990年）：李國麟 (演員)飾演田文
- 電視歌仔戲《孟嘗君》（1993年）：黃香蓮飾演田文
- 劇集《大秦帝國之崛起》（2017年）：霍青飾演田文

## 延伸阅读
[在维基数据编辑]
 《史記/卷075》，出自司馬遷《史記》